# Libkov (Pardubice)
Libkov é uma comuna checa localizada na região de Pardubice, distrito de Chrudim.